# Etlingera loroglossa
Etlingera loroglossa là một loài thực vật có hoa trong họ Gừng. Loài này được (Gagnep.) R.M.Sm. mô tả khoa học đầu tiên năm 1986.